# Brazzeia
Brazzeia es un género de plantas con flores perteneciente a la familia Lecythidaceae. Comprende doce especies. 

## Especies
- Brazzeia acuminata
- Brazzeia biseriata
- Brazzeia congoensis
- Brazzeia eetveldiana
- Brazzeia klainei
- Brazzeia longipedicellata
- Brazzeia pellucida
- Brazzeia rosea
- Brazzeia scandens
- Brazzeia soyauxii
- Brazzeia tholloni
- Brazzeia trillesiana